# De exportación
De exportación es el decimoséptimo trabajo discográfico del Binomio de Oro grabado por Codiscos y publicado el 28 de noviembre de 1989. Sus mayores éxitos fueron El amor es más grande que yo de Iván Ovalle, Contento y enamora'o de Romualdo Brito, Mujer de mis sentimientos de Gustavo Gutiérrez, Un poquito más de Israel Romero, La reina del carnaval  de Poncho Cotes Jr., Esa mujer eres tú de Alberto "Beto" Murgas, No vale quererla de Efrén Calderón, Si tú me olvidas de Roberto Calderón entre otras .

## Contenido
En el álbum incluye al reverso la carátula donde El Binomio de Oro hace una presentación en el Madison Square Garden del concierto "Colombia te quiero" en el programa Embajadores de la música colombiana de la programadora Jorge Barón Televisión la cual transmite también El show de las estrellas

## Canciones
1. Contento y enamorado (Romualdo Brito) 4:44
2. Mujer de mis sentimientos (Gustavo Gutiérrez) 4:41
3. La reina del carnaval (Poncho Cotes Jr) 4:00
4. El amor es más grande que yo (Iván Ovalle) 4:18
5. El desagravio (Gustavo Gutiérrez) 3:54
6. No vale quererla (Efrén Calderón) 4:54
7. Piénsalo bien (Israel Romero) 4:47
8. Un poquito más (Israel Romero) 3:55
9. Si tú me olvidas (Roberto Calderón) 4:36
10. Esa mujer eres tú (Alberto Murgas) 4:15

- Datos: Q49835587